# Scleria buekiana
Scleria buekiana là loài thực vật có hoa trong họ Cói. Loài này được Schltdl. miêu tả khoa học đầu tiên năm 1845.